# Länsväg 190
De Zweedse weg 190 (Zweeds: Länsväg 190) is een provinciale weg in de provincie Västra Götalands län in Zweden en is circa 71 kilometer lang.

## Plaatsen langs de weg
- Hjällbo
- Angered
- Rågården
- Torvhög
- Bergum
- Olofstorp
- Gråbo
- Björboholm
- Sjövik
- Gräfsnäs
- Sollebrunn
- Stora Mellby
- Nossebro

## Knooppunten
- E45 bij Hjällbo (begin)
- Länsväg 180
- Riksväg 42 bij Sollebrunn
- Länsväg 186 bij Nossebro (einde)